# Echizen Matsushima Aquarium

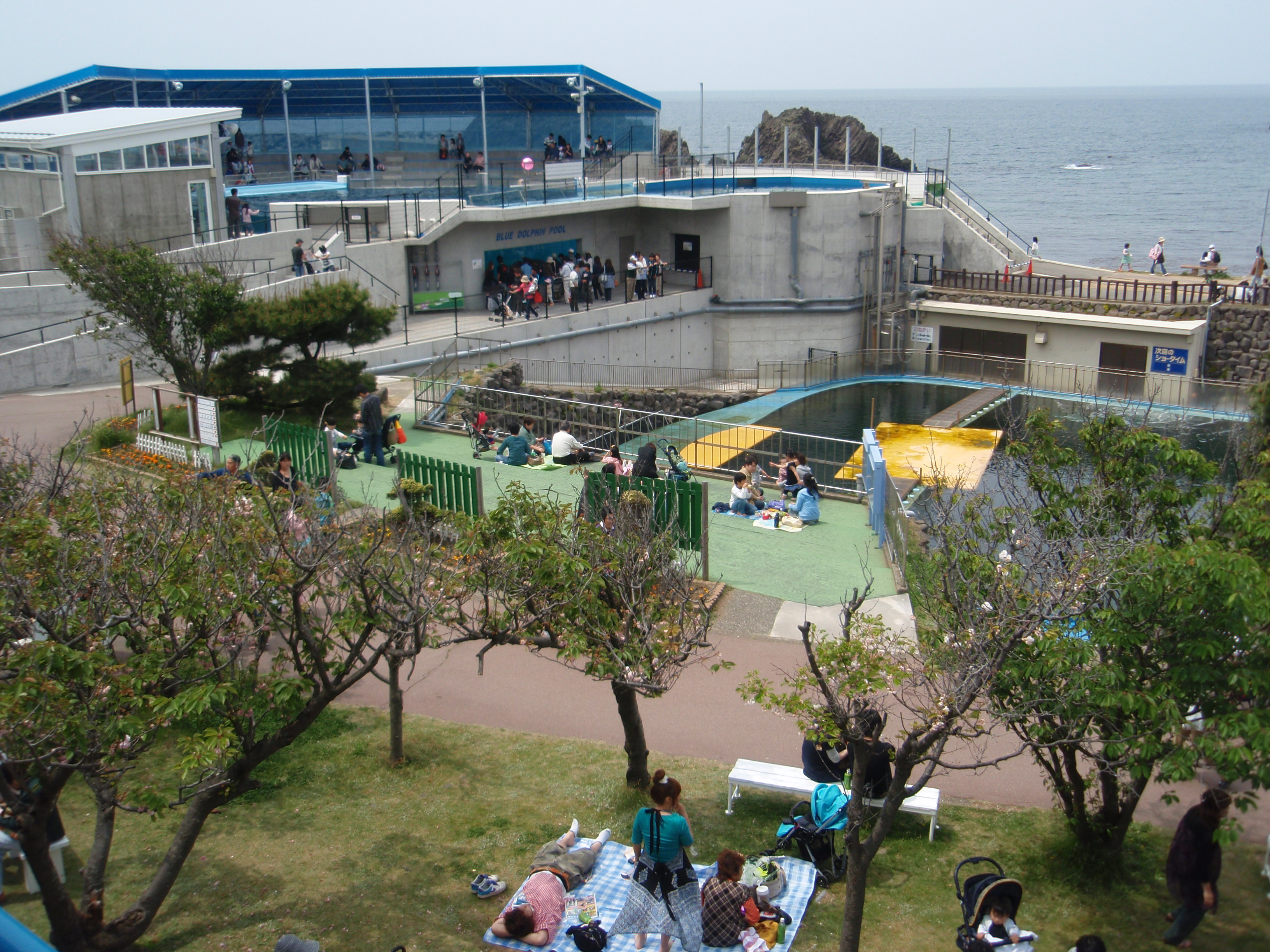
Echizen Matsushima Aquarium

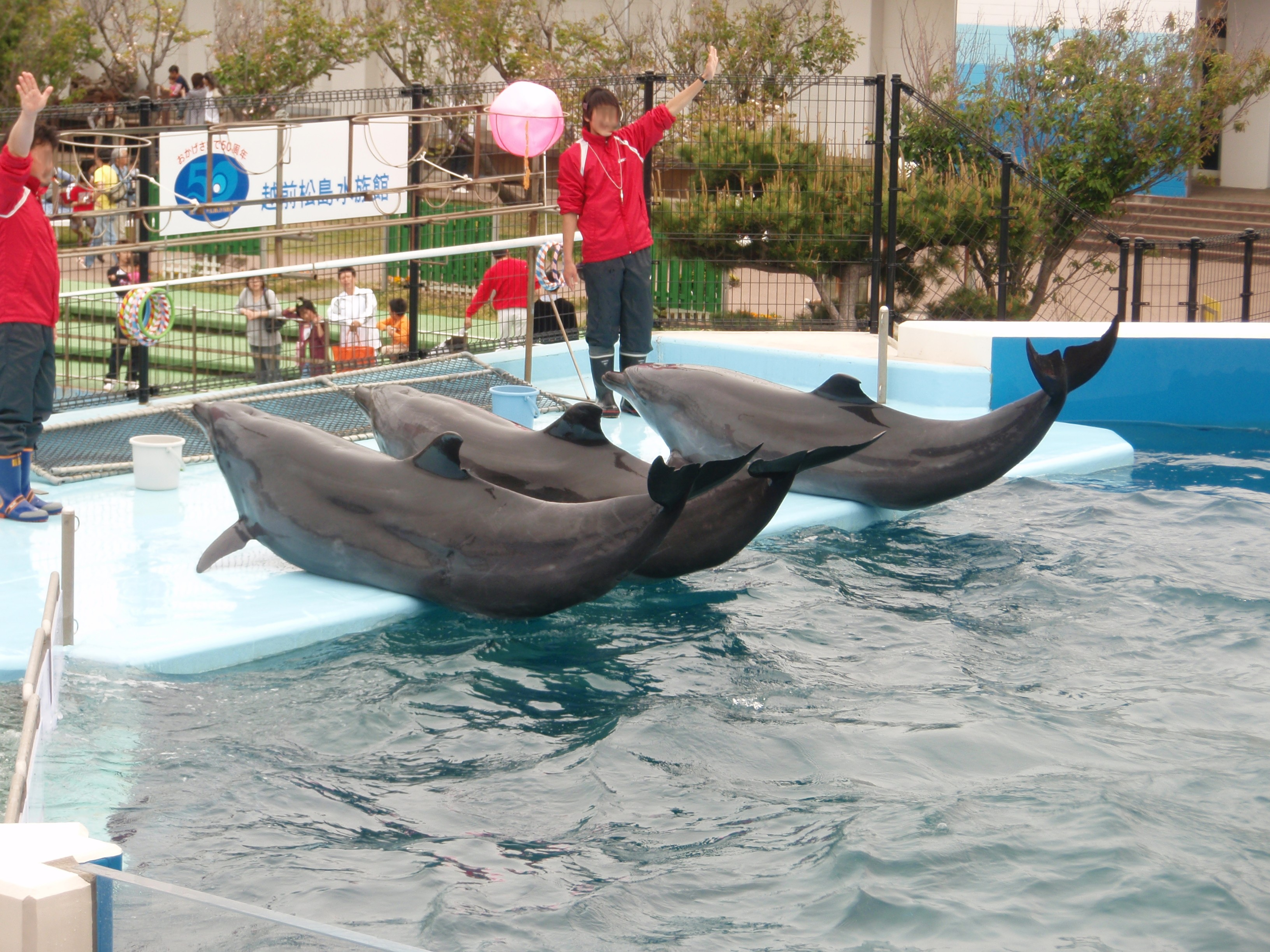
Delfin-Show

Das Echizen Matsushima Aquarium (japanisch 越前松島水族館, Echizen Matsushima Suizokukan) ist ein Delfinarium und Aquarium direkt an der Küste am Japanischen Meer in Sakai in der Präfektur Fukui in Japan.
Der 1959 eröffnete Freizeitpark mit großem Aquarium und einer Vielzahl von Fischen, Quallen, Schildkröten, Fröschen, Pinguinen, Robben etc. wird durch ein Delfinarium im Freigelände ergänzt. In mehreren Aquarien, unter Dach, ist ein sogenannter Streichelzoo mit Haien, Rochen und Kraken angelegt, wo Besucher die Tiere berühren und die Kinder im Wasserbecken mit Fischen spielen können. Mehrmals täglich findet auch eine Delfin-Show statt. Im Komplex befindet sich eine Aufzuchtstation, wo vom Aussterben bedrohte Wassertierarten wie Seehunde und Meeresschildkröten gezüchtet und danach im Meer ausgesetzt werden.